# Dúber Zapata
Dúber Zapata Carrillo (Zorritos, departamento de Tumbes, 8 de noviembre de 1976) es un exfutbolista peruano. Jugaba de lateral derecho. Tiene 48 años.

## Clubes
| Club                      | País | Año       |
| ------------------------- | ---- | --------- |
| IMI de Talara             | Perú | 1998-1999 |
| Alcides Vigo              | Perú | 2000      |
| Juan Aurich               | Perú | 2001-2002 |
| Deportivo Wanka           | Perú | 2003      |
| Sport Boys                | Perú | 2004      |
| Alianza Atlético          | Perú | 2004-2006 |
| Universidad César Vallejo | Perú | 2007      |
| Inti Gas                  | Perú | 2008-2010 |
| Unión Comercio            | Perú | 2011      |
| Alianza Unicachi          | Perú | 2012      |
| Universitario Grau        | Perú | 2012      |

## Palmarés
| Título           | Club                      | País | Año  |
| ---------------- | ------------------------- | ---- | ---- |
| Copa Perú        | IMI                       | Perú | 1998 |
| Segunda División | Universidad César Vallejo | Perú | 2007 |